# کتایون مزداپور
کتایون مزداپور (زادهٔ ۱ فروردین ۱۳۲۲ در یزد) زبان‌شناس و پژوهشگر زبان‌های باستانی ایرانی است.

## زندگی
کتایون مزداپور در یک خانوادهٔ زردشتی متولد شده است؛ تحصیلات ابتدای خود را در مدرسه‌های «گیو» و «انوشیروان دادگر» گذرانده‌است، همچنین وی دیپلم خود را در رشتهٔ ادبیات از «دبیرستان همایون» تهران اخذ کرده‌است.
دکتر کتایون مزداپور دورهٔ کارشناسی خود را در سال ۱۳۳۹ در رشتهٔ علوم اجتماعی آغاز و در سال ۱۳۴۴ به اتمام رسانده‌است، وی همچنین دورهٔ کارشناسی ارشد را در رشتهٔ زبان‌شناسی همگانی و زبان‌های باستان در سال ۱۳۴۹ آغاز و در سال ۱۳۵۹ در مقطع دکترا در رشتهٔ زبان‌شناسی همگانی و زبان‌های باستان فارغ التحصیل شد.